# Indische Badmintonmeisterschaft 2004/05
Die Indische Badmintonmeisterschaft der Saison 2004/2005 fand vom 27. Januar bis zum 4. Februar 2005 in Jamshedpur statt. Es war die 69. Austragung der nationalen Titelkämpfe im Badminton in Indien. Ausrichter war die Jharkhand Badminton Association.

## Austragungsort
- Jamshedpur, Mohan Ahuja Stadium, Badminton Hall

## Finalergebnisse
| Disziplin    | Sieger                          | Finalist                           | Ergebnis            |
| ------------ | ------------------------------- | ---------------------------------- | ------------------- |
| Herreneinzel | Anup Sridhar                    | Abhinn Shyam Gupta                 | 15-4, 15-5          |
| Dameneinzel  | Aparna Popat                    | Saina Nehwal                       | 11-3, 11-4          |
| Herrendoppel | Rupesh Kumar Sanave Thomas      | Jaseel P. Ismail Valiyaveetil Diju | 15-12, 14-17, 15-12 |
| Damendoppel  | Shruti Kurien Jwala Gutta       | Krishna Dekaraja Oli Deka          | 15-3, 15-3          |
| Mixed        | Markose Bristow B. R. Meenakshi | Jaison Xavier Aparna Balan         | 15-3, 15-2          |